# Taurisker
Die Taurisker, lateinisch Taurisci (taur = keltisch für Berg) waren vom 3. bis 1. Jahrhundert v. Chr. ein keltischer Stammesverband am Ostalpenrand, deren Siedlungsgebiet meist auf Kärnten und Slowenien eingegrenzt wird. Ihre Beziehung zu den Norikern ist nicht ganz geklärt. Von den Tauriskern wird fallweise die Bezeichnung für das Tauern-Gebirge abgeleitet.

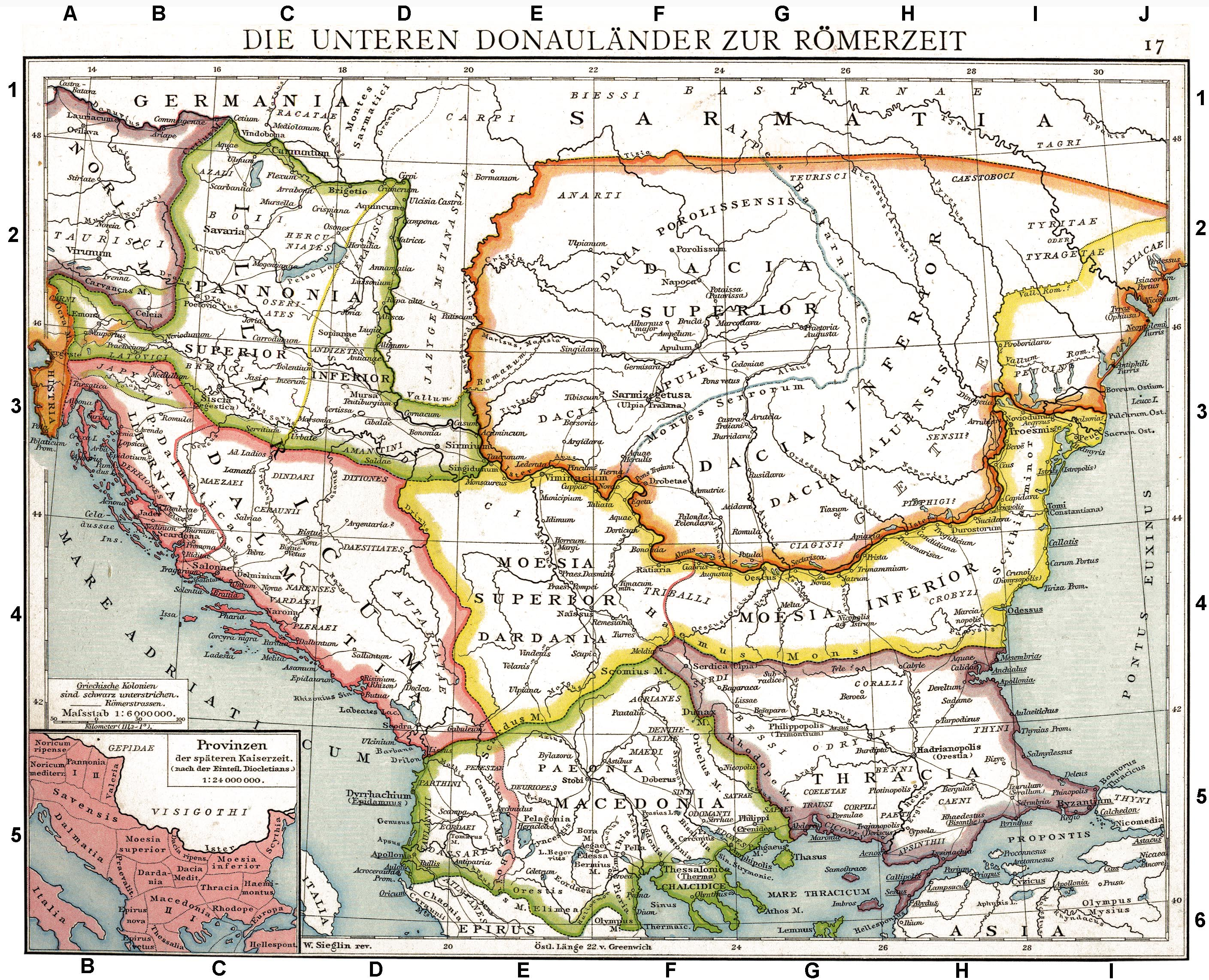
Die Taurisci im Nordwesten auf einer Karte römischer Provinzen

## Geschichte
Die Taurisker waren wohl in der Schlacht bei Telamon 225 v. Chr. Teil der keltischen Verbündeten, die eine schwere Niederlage gegen die Römer erlitten. Die unterlegenen Taurisker dürften sich bei Turin angesiedelt haben (Tauriner), während die an der Schlacht nicht beteiligten Teile der Taurisker an der oberen Save siedelten und in der Folge mit den Römern vor allem mit Gold handelten.
Die älteste ausdrückliche Erwähnung der Taurisker stammt von Polybios um 200 v. Chr., der von ihren Goldfunden in der Nähe von Aquileia berichtet. Die Goldproduktion verstärkte ihre politische und wirtschaftliche Macht. 
Zu dieser Zeit nahm die Bevölkerung infolge verbesserter Anbaumethoden und technologischem Fortschritt (eiserne Pflugschar) rasch zu. Der Landmangel wurde 186 v. Chr. so drückend, dass 12.000 Taurisker und Boier an die Obere Adria zogen. Rom konnte zwar eine Stadtgründung in Friaul verhindern, nicht jedoch dass sich die Kelten in der Norditalienischen Tiefebene und der Küste des heutigen Venetiens ansiedelten. 
Als die germanischen Kimbern die Taurisker bedrängten, riefen sie die Römer um Hilfe, was zur römischen Niederlage in der Schlacht von Noreia 113 v. Chr. führte. Über längere Zeit musste schon den Römern Tribut geleistet werden.
Gemeinsam mit den Boiern bedrohten die Taurisker immer wieder Noricum und griffen Noreia an. Die Taurisker dürften damals schon den Boiern untergeordnet gewesen sein. Mitte des ersten Jahrhunderts vor Chr. unterlagen die Verbündeten den Dakern unter Burebista. Daraufhin mussten sie anderen keltischen Stämmen, die Latobiker genannt wurden, die Ansiedlung auf ihrem Gebiet in der späteren Krain, dem zentralen Slowenien, gestatten.
Das westliche Stammesgebiet kam unter Einfluss des Königreichs Noricum, die östlichen Gebiete seit etwa 35 v. Chr. in Abhängigkeit Roms.
Nach der römischen Eroberung unter Octavian durch Publius Silius Nerva sowie Drusus 16–15 v. Chr., wurden die Taurisker nicht mehr im Gefolge der norischen Stämme erwähnt.
Strabon erwähnte sie dann um die Zeitenwende etwa in Nauportus (Vrhnika, Oberlaibach) ansässig, an der Römerstraße auf den inneren Balkan und die römische Bernsteinstraße über die Pforte von Postojna, wo am Ocra-Pass und -Gebirge (Nanos, Birnbaumer Wald) die illyrisch-keltischen Iapoden ansässig waren.

## Taurisker und Noriker in der Forschung
In antiken römischen Quellen werden Taurisker und Noriker oft unklar erwähnt und deren Bezeichnungen meist synonym verwendet. Daher gab es in der Altertumswissenschaft unterschiedliche Theorien über den Zusammenhang der beiden Stämme:
- Ältere Ansichten sahen in Norikern und Tauriskern zwei Begriffe für dasselbe keltische Volk.
- Die Taurisci wurden fallweise gar nicht als eigenes Volk betrachtet, sondern als allgemeine Benennung jedes keltischen Bergbewohners. Als Beleg für diese Theorie wurden die Taurini im Piemont angeführt.[7] Es wäre also ein Volksname für die heute allgemein Alpenkelten genannte Siedlungsgruppe.
- Eine weitere Theorie sah in den Norikern die vorkeltische Bevölkerung Noricums und in den Tauriskern die keltischen Neuankömmlinge.
- Nach Géza Alföldy waren die Noriker einer der Tauriskerstämme. Taurisker wäre demnach die Sammelbezeichnung für die keltischen und keltisierten Völker des Ostalpenraums gewesen, heute als die Norisch-pannonische Kultur bezeichnet, speziell in Abgrenzung zur westalpinen später Gallorömischen. Durch ihren Machtzuwachs hätten die Noriker die Taurisker und ihren Namen verdrängt.[8] Auch für Richard Heuberger ist der Terminus Taurisker ein Sammelbegriff, zu dem auch die Noriker gehören.[9]
- Für Peter Petru waren die Noriker und Taurisker zwei Völker, die in getrennten Gebieten siedelten: Die Noriker im Königreich Noricum, die Taurisker waren, seit dem 2. Jahrhundert v. Chr. als keltische Neuankömmlinge, ihre südöstlichen Nachbarn. Das entspricht auch weitgehend dem aktuellen Forschungsstand laut dem Reallexikon der Germanischen Altertumskunde. Der Name Taurisker wurde demnach ursprünglich als undifferenzierte Sammelbezeichnung für die Bevölkerung der Ostalpen verwendet. Gleichzeitig liegt dem eine regionale Namenstradition zugrunde.[10] Die Noriker werden heute als nördliche Nachbarn der Stammesgemeinschaft der Taurisker angesehen, im Westen wohnten die Iapoden.[11]

## Trivia
Nach den Tauriskern war das erste Corps an der nachmaligen Montanuniversität Leoben benannt.